# Gösta Stoltz
Gösta Stoltz (9. května 1904 Stockholm – 25. července 1963 tamtéž) byl švédský šachový mistr.

## Život
Narodil se jako nelegitimní syn švédského spisovatele Axela de la Nietze (1878–1956) ve Stockholmu, kde vyrůstal na ostrově Kungsholmen. Otec se ještě dva měsíce před Gösteho narozením odstěhoval do zahraničí. Poté, co si Gösteova matka, Signe Hallgrenová, vzala dělníka Vilharda Valdemara Stoltzeho, změnila svým synům, Göstovi a Axelovi jméno.
Šachy se naučil hrát až v relativně pozdním věku, tehdy mu bylo 15 let a pracoval jako mechanik v opravně aut. Začal navštěvovat šachové kavárny a již v roce 1921 odehrál svou první, seriózní partii.
V roce 1926 prohrál s budoucím mistrem světa Michailem Botvinnikem v zápase mezi Stockholmem a Leningradem skórem 0,5 : 1,5. Již v roce 1927 se zúčastnil šachové olympiády v Londýně, jeho další účast na olympiádách následovala v letech 1928, 1930, 1931, 1933, 1935, 1937, 1952 a 1954. V roce 1935 získal ve Varšavě týmové druhé místo a v roce 1933 ve Folkestonu třetí místo. V individuální klasifikaci získal zlatou medaili na 2. šachovnici v Praze v roce 1931 a bronzovou medaili na 2. desce v roce 1935. Zúčastnil také neoficiální šachové olympiády v Mnichově v roce 1936.
Jeho mezinárodní kariéra začala v roce 1930, když na mezinárodním turnaji ve Stockholmu skončil druhý za Jefimem Bogoljubovem. Ve stejném roce porazil Rudolfa Spielmanna ve Stockholmu skórem 3,5 : 2,5 (+2 =3 −1) a také Isaaca Kashdana (na stejném místě) skórem 3,5 : 2,5 (+3 =1 −2). V roce 1931 porazil v Göteborgu Salo Flohra, a to skórem 4,5 : 3,5 (+4 =1 -3), v odvetě však v Praze skórem 2,5 : 5,5 (+1 =3 -4) prohrál. Ve stejném roce bojoval o titul švédského šampiona, přičemž zápas proti konkurentovi Gideonovi Ståhlbergovi v Göteborgu skončil 3 : 3 (+2 =2 −2), ale titul připadl Ståhlbergovi, a to díky lepšímu ratingu. V roce 1932 zvítězil v Svinoústí, v roce 1934 prohrál ve Stockholmu skórem 2,5 :3,5 (+1 = 3 −2) s Aaronem Nimcovičem. V roce 1935 skončil v Sopotech druhý.
V roce 1941 slavil Stoltz největší triumf ve své kariéře, když v Mnichově zvítězil před Alexandrem Aljechinem, Erikem Lundinem a Jefimem Bogoljubovem. Zúčastnil se i dalších turnajů v nacistickém Německu (Salcburk 1942, Mnichov 1942 jako mistrovství Evropy ). V roce 1943 sdílel první místo ve Stockholmu, v roce 1944 byl třetí v Lidköpingu (vítěz Paul Keres). V roce 1946 byl druhý v Beverwijku za Albéricem O'Kelly de Galwayem a druhý v Praze za Miguelem Najdorfovem; v roce 1947 sdílel první místo s Eerem Böökem v Helsinkách. V roce 1948 zvítězil ve Stockholmu a ve stejném roce se zúčastnil prvního mezipásmového turnaje FIDE ve Saltsjöbadenu, kde skončil 18. V letech 1951, 1952 a 1953 byl švédským šampionem.
V roce 1950 mu FIDE udělila titul Mezinárodní mistr a titul velmistra v roce 1954. Jeho historicky nejlepší hodnocení Elo bylo 2700, kterého dosáhl v lednu 1942. Tehdy byl osmý na světovém žebříčku.
Zemřel v roce 1963 na alkoholismus ve svém rodném Stockholmu.